# Rappresentanti della Virginia Occidentale
Attualmente lo stato della Virginia Occidentale elegge 2 rappresentanti tutti del Partito Repubblicano.

## Delegazione corrente
| Distretto | Rappresentatnte | Partito      | Durata dell'incarico      | Mappa |
| --------- | --------------- | ------------ | ------------------------- | ----- |
| 1°        | Carol Miller    | Repubblicano | 3 gennaio 2019 -presente  |       |
| 2°        | Alex Mooney     | Repubblicano | 3 gennaio 2015 - presente |       |

## Elenco

### Grande distretto congressuale
| N.                                           | Foto | Rappresentante                | Partito      | Carica       | Carica       | Congresso | Mandato | Storia elettorale                                |
| N.                                           | Foto | Rappresentante                | Partito      | Inizio       | Termine      | Congresso | Mandato | Storia elettorale                                |
| -------------------------------------------- | ---- | ----------------------------- | ------------ | ------------ | ------------ | --------- | ------- | ------------------------------------------------ |
| Il Distretto venne creato dal 4 marzo 1913   |      |                               |              |              |              |           |         |                                                  |
| 1                                            |      | Howard Sutherland (1865-1950) | Repubblicano | 4 marzo 1913 | 3 marzo 1917 | 63        | 1       | Eletto nel 1912 Ritiratosi per correre al Senato |
| Il Distretto venne eliminato il 4 marzo 1917 |      |                               |              |              |              |           |         |                                                  |

### 1º Distretto
| N.                                             | Foto                                     | Rappresentante                           | Partito                                  | Carica                                   | Carica                                   | Congresso                                | Mandato                                                     | Storia elettorale                         |
| N.                                             | Foto                                     | Rappresentante                           | Partito                                  | Inizio                                   | Termine                                  | Congresso                                | Mandato                                                     | Storia elettorale                         |
| ---------------------------------------------- | ---------------------------------------- | ---------------------------------------- | ---------------------------------------- | ---------------------------------------- | ---------------------------------------- | ---------------------------------------- | ----------------------------------------------------------- | ----------------------------------------- |
| Il Distretto venne creato dal 17 dicembre 1863 |                                          |                                          |                                          |                                          |                                          |                                          |                                                             |                                           |
| 1                                              |                                          | Jacob B. Blair (1821-1901)               | Unconditional Unionist                   | 17 dicembre 1863                         | 3 marzo 1865                             | 38                                       | 1                                                           | Eletto nel 1863 Ritiratosi                |
| 2                                              |                                          | Chester D. Hubbard (1814-1891)           | Unconditional Unionist                   | 4 marzo 1865                             | 3 marzo 1869                             | 39                                       | 1                                                           | Eletto nel 1864                           |
| 2                                              | Repubblicano                             | Chester D. Hubbard (1814-1891)           | 40                                       | 4 marzo 1865                             | 3 marzo 1869                             | 2                                        | Rieletto nel 1866 Perse la rielezione                       |                                           |
| 3                                              |                                          | Isaac H. Duval (1824-1902)               | Repubblicano                             | 4 marzo 1869                             | 3 marzo 1871                             | 41                                       | 1                                                           | Eletto nel 1868 Ritiratosi                |
| 4                                              |                                          | John J. Davis (1835-1916)                | Democratico                              | 4 marzo 1871                             | 3 marzo 1875                             | 42                                       | 1                                                           | Eletto nel 1870                           |
| 4                                              | 43                                       | John J. Davis (1835-1916)                | Democratico                              | 4 marzo 1871                             | 3 marzo 1875                             | 2                                        | Rieletto nel 1872 Ritiratosi                                |                                           |
| 5                                              |                                          | Benjamin Wilson (1825-1901)              | Democratico                              | 4 marzo 1875                             | 3 marzo 1883                             | 44                                       | 1                                                           | Eletto nel 1874                           |
| 5                                              | 45                                       | Benjamin Wilson (1825-1901)              | Democratico                              | 4 marzo 1875                             | 3 marzo 1883                             | 2                                        | Rieletto nel 1876                                           |                                           |
| 5                                              | 46                                       | Benjamin Wilson (1825-1901)              | Democratico                              | 4 marzo 1875                             | 3 marzo 1883                             | 3                                        | Rieletto nel 1878                                           |                                           |
| 5                                              | 47                                       | Benjamin Wilson (1825-1901)              | Democratico                              | 4 marzo 1875                             | 3 marzo 1883                             | 4                                        | Rieletto nel 1880 Perse la rielezione                       |                                           |
| 6                                              |                                          | Nathan Goff, Jr. (1843-1920)             | Repubblicano                             | 4 marzo 1883                             | 3 marzo 1889                             | 48                                       | 1                                                           | Eletto nel 1882                           |
| 6                                              | 49                                       | Nathan Goff, Jr. (1843-1920)             | Repubblicano                             | 4 marzo 1883                             | 3 marzo 1889                             | 2                                        | Rieletto nel 1884                                           |                                           |
| 6                                              | 50                                       | Nathan Goff, Jr. (1843-1920)             | Repubblicano                             | 4 marzo 1883                             | 3 marzo 1889                             | 3                                        | Rieletto nel 1886 Ritiratosi                                |                                           |
| 7                                              |                                          | John O. Pendleton                        | Democratico                              | 4 marzo 1889                             | 26 febbraio 1890                         | 51                                       | 1⁄2                                                         | Eletto nel 1888 Ha perso la contestazione |
| 8                                              |                                          | George W. Atkinson                       | Repubblicano                             | 26 febbraio 1890                         | 4 marzo 1891                             | 51                                       | 1⁄2                                                         | Ha vinto la contestazione Ritiratosi      |
| 9                                              |                                          | John O. Pendleton                        | Democratico                              | 4 marzo 1891                             | 3 marzo 1895                             | 52                                       | 1                                                           | Eletto nel 1890                           |
| 9                                              | 53                                       | John O. Pendleton                        | Democratico                              | 4 marzo 1891                             | 3 marzo 1895                             | 2                                        | Rieletto nel 1892 Ha perso la rinomina                      |                                           |
| 11                                             |                                          | Blackburn B. Dovener                     | Repubblicano                             | 4 marzo 1895                             | 4 marzo 1907                             | 54                                       | 1                                                           | Eletto nel 1894                           |
| 11                                             | 55                                       | Blackburn B. Dovener                     | Repubblicano                             | 4 marzo 1895                             | 4 marzo 1907                             | 2                                        | Rieletto nel 1896                                           |                                           |
| 11                                             | 56                                       | Blackburn B. Dovener                     | Repubblicano                             | 4 marzo 1895                             | 4 marzo 1907                             | 3                                        | Rieletto nel 1898                                           |                                           |
| 11                                             | 57                                       | Blackburn B. Dovener                     | Repubblicano                             | 4 marzo 1895                             | 4 marzo 1907                             | 4                                        | Rieletto nel 1900                                           |                                           |
| 11                                             | 58                                       | Blackburn B. Dovener                     | Repubblicano                             | 4 marzo 1895                             | 4 marzo 1907                             | 5                                        | Rieletto nel 1902                                           |                                           |
| 11                                             | 59                                       | Blackburn B. Dovener                     | Repubblicano                             | 4 marzo 1895                             | 4 marzo 1907                             | 6                                        | Rieletto nel 1904 Ha perso la rinomina                      |                                           |
| 12                                             |                                          | William Pallister Hubbard                | Repubblicano                             | 4 marzo 1907                             | 3 marzo 1911                             | 60                                       | 1                                                           | Eletto nel 1906                           |
| 12                                             | 61                                       | William Pallister Hubbard                | Repubblicano                             | 4 marzo 1907                             | 3 marzo 1911                             | 2                                        | Rieletto nel 1908 Ritirato                                  |                                           |
| 13                                             |                                          | John W. Davis                            | Democratico                              | 4 marzo 1911                             | 29 agosto 1913                           | 62                                       | 1                                                           | Eletto nel 1910                           |
| 13                                             | 63                                       | John W. Davis                            | Democratico                              | 4 marzo 1911                             | 29 agosto 1913                           | 1⁄2                                      | Rieletto nel 1912 Dimessosi per diventare Avvocato generale |                                           |
| Vacante                                        | Vacante                                  | Vacante                                  | Vacante                                  | 29 agosto 1913                           | 14 ottobre 1913                          | 1⁄2                                      |                                                             |                                           |
| 14                                             | 63                                       |                                          | Matthew M. Neely                         | Democratico                              | 14 ottobre 1921                          | 1⁄2                                      | 3 marzo 1921                                                | Eletto per terminare il mandato           |
| 14                                             | 64                                       | 1                                        | Matthew M. Neely                         | Democratico                              | 14 ottobre 1921                          | Rieletto nel 1914                        | 3 marzo 1921                                                |                                           |
| 14                                             | 65                                       | 2                                        | Matthew M. Neely                         | Democratico                              | 14 ottobre 1921                          | Rieletto nel 1916                        | 3 marzo 1921                                                |                                           |
| 14                                             | 66                                       | 3                                        | Matthew M. Neely                         | Democratico                              | 14 ottobre 1921                          | Rieletto nel 1918 Ha persi la rielezione | 3 marzo 1921                                                |                                           |
| 15                                             |                                          | Benjamin L. Rosenbloom                   | Repubblicano                             | 4 marzo 1921                             | 4 marzo 1925                             | 67                                       | 1                                                           | Eletto nel 1920                           |
| 15                                             | 68                                       | Benjamin L. Rosenbloom                   | Repubblicano                             | 4 marzo 1921                             | 4 marzo 1925                             | 2                                        | Rieletto nel 1922 Ritiratosi per diventare senatore         |                                           |
| 16                                             |                                          | Carl G. Bachmann                         | Repubblicano                             | 4 marzo 1925                             | 4 marzo 1933                             | 69                                       | 1                                                           | Eletto nel 1924                           |
| 16                                             | 70                                       | Carl G. Bachmann                         | Repubblicano                             | 4 marzo 1925                             | 4 marzo 1933                             | 2                                        | Rieletto nel 1926                                           |                                           |
| 16                                             | 71                                       | Carl G. Bachmann                         | Repubblicano                             | 4 marzo 1925                             | 4 marzo 1933                             | 3                                        | Rieletto nel 1928                                           |                                           |
| 16                                             | 72                                       | Carl G. Bachmann                         | Repubblicano                             | 4 marzo 1925                             | 4 marzo 1933                             | 4                                        | Rieletto nel 1930 Ha perso la rielezione                    |                                           |
| 17                                             |                                          | Robert L. Ramsay                         | Democratico                              | 4 marzo 1933                             | 3 gennaio 1939                           | 73                                       | 1                                                           | Eletto nel 1932                           |
| 17                                             | 74                                       | Robert L. Ramsay                         | Democratico                              | 4 marzo 1933                             | 3 gennaio 1939                           | 2                                        | Rieletto nel 1934                                           |                                           |
| 17                                             | 75                                       | Robert L. Ramsay                         | Democratico                              | 4 marzo 1933                             | 3 gennaio 1939                           | 3                                        | Rieletto nel 1936 Ha perso la rielezione                    |                                           |
| 18                                             |                                          | A. C. Schiffler                          | Repubblicano                             | 3 gennaio 1939                           | 3 gennaio 1941                           | 76                                       | 1                                                           | Eletto nel 1938 Ha perso la rielezione    |
| 19                                             |                                          | Robert L. Ramsay                         | Democratico                              | 3 gennaio 1941                           | 3 gennaio 1943                           | 77                                       | 1                                                           | Eletto nel 1940 Ha perso la rielezione    |
| 20                                             |                                          | A. C. Schiffler                          | Repubblicano                             | 3 gennaio 1943                           | 3 gennaio 1945                           | 78                                       | 1                                                           | Eletto nel 1942 Ha perso la rielezione    |
| 21                                             |                                          | Matthew M. Neely                         | Democratico                              | 3 gennaio 1945                           | 3 gennaio 1947                           | 79                                       | 1                                                           | Eletto nel 1944 Ha perso la rielezione    |
| 22                                             |                                          | Francis J. Love                          | Repubblicano                             | 3 gennaio 1947                           | 3 gennaio 1949                           | 80                                       | 1                                                           | Eletto nel 1946 Ha perso la rielezione    |
| 23                                             |                                          | Robert L. Ramsay                         | Democratico                              | 3 gennaio 1949                           | 3 gennaio 1953                           | 81                                       | 1                                                           | Eletto nel 1948                           |
| 23                                             | 82                                       | Robert L. Ramsay                         | Democratico                              | 3 gennaio 1949                           | 3 gennaio 1953                           | 2                                        | Rieletto nel 1950 Ha perso la rinomina                      |                                           |
| 24                                             |                                          | Bob Mollohan                             | Democratico                              | 3 gennaio 1953                           | 3 gennaio 1957                           | 83                                       | 1                                                           | Eletto nel 1952                           |
| 24                                             | 84                                       | Bob Mollohan                             | Democratico                              | 3 gennaio 1953                           | 3 gennaio 1957                           | 2                                        | Rieletto nel 1954 Ritiratosi per correre come Governatore   |                                           |
| 25                                             |                                          | Arch A. Moore Jr.                        | Repubblicano                             | 3 gennaio 1957                           | 3 gennaio 1969                           | 85                                       | 1                                                           | Eletto nel 1956                           |
| 25                                             | 86                                       | Arch A. Moore Jr.                        | Repubblicano                             | 3 gennaio 1957                           | 3 gennaio 1969                           | 2                                        | Rieletto nel 1958                                           |                                           |
| 25                                             | 87                                       | Arch A. Moore Jr.                        | Repubblicano                             | 3 gennaio 1957                           | 3 gennaio 1969                           | 3                                        | Rieletto nel 1960                                           |                                           |
| 25                                             | 88                                       | Arch A. Moore Jr.                        | Repubblicano                             | 3 gennaio 1957                           | 3 gennaio 1969                           | 4                                        | Rieletto nel 1962                                           |                                           |
| 25                                             | 89                                       | Arch A. Moore Jr.                        | Repubblicano                             | 3 gennaio 1957                           | 3 gennaio 1969                           | 5                                        | Rieletto nel 1964                                           |                                           |
| 25                                             | 90                                       | Arch A. Moore Jr.                        | Repubblicano                             | 3 gennaio 1957                           | 3 gennaio 1969                           | 6                                        | Rieletto nel 1966 Ritiratosi per correre come Governatore   |                                           |
| 26                                             |                                          | Bob Mollohan                             | Democratico                              | 3 gennaio 1969                           | 3 gennaio 1983                           | 91                                       | 1                                                           | Eletto nel 1968                           |
| 26                                             | 92                                       | Bob Mollohan                             | Democratico                              | 3 gennaio 1969                           | 3 gennaio 1983                           | 2                                        | Rieletto nel 1970                                           |                                           |
| 26                                             | 93                                       | Bob Mollohan                             | Democratico                              | 3 gennaio 1969                           | 3 gennaio 1983                           | 3                                        | Rieletto nel 1972                                           |                                           |
| 26                                             | 94                                       | Bob Mollohan                             | Democratico                              | 3 gennaio 1969                           | 3 gennaio 1983                           | 4                                        | Rieletto nel 1974                                           |                                           |
| 26                                             | 95                                       | Bob Mollohan                             | Democratico                              | 3 gennaio 1969                           | 3 gennaio 1983                           | 5                                        | Rieletto nel 1976                                           |                                           |
| 26                                             | 96                                       | Bob Mollohan                             | Democratico                              | 3 gennaio 1969                           | 3 gennaio 1983                           | 6                                        | Rieletto nel 1978                                           |                                           |
| 26                                             | 97                                       | Bob Mollohan                             | Democratico                              | 3 gennaio 1969                           | 3 gennaio 1983                           | 7                                        | Rieletto nel 1980 Ritiratosi                                |                                           |
| 27                                             |                                          | Alan Mollohan                            | Democratico                              | 3 gennaio 1983                           | 3 gennaio 2011                           | 98                                       | 1                                                           | Eletto nel 1982                           |
| 27                                             | 99                                       | Alan Mollohan                            | Democratico                              | 3 gennaio 1983                           | 3 gennaio 2011                           | 2                                        | Rieletto nel 1984                                           |                                           |
| 27                                             | 100                                      | Alan Mollohan                            | Democratico                              | 3 gennaio 1983                           | 3 gennaio 2011                           | 3                                        | Rieletto nel 1986                                           |                                           |
| 27                                             | 101                                      | Alan Mollohan                            | Democratico                              | 3 gennaio 1983                           | 3 gennaio 2011                           | 4                                        | Rieletto nel 1988                                           |                                           |
| 27                                             | 102                                      | Alan Mollohan                            | Democratico                              | 3 gennaio 1983                           | 3 gennaio 2011                           | 5                                        | Rieletto nel 1990                                           |                                           |
| 27                                             | 103                                      | Alan Mollohan                            | Democratico                              | 3 gennaio 1983                           | 3 gennaio 2011                           | 6                                        | Rieletto nel 1992                                           |                                           |
| 27                                             | 104                                      | Alan Mollohan                            | Democratico                              | 3 gennaio 1983                           | 3 gennaio 2011                           | 7                                        | Rieletto nel 1994                                           |                                           |
| 27                                             | 105                                      | Alan Mollohan                            | Democratico                              | 3 gennaio 1983                           | 3 gennaio 2011                           | 8                                        | Rieletto nel 1996                                           |                                           |
| 27                                             | 106                                      | Alan Mollohan                            | Democratico                              | 3 gennaio 1983                           | 3 gennaio 2011                           | 9                                        | Rieletto nel 1998                                           |                                           |
| 27                                             | 107                                      | Alan Mollohan                            | Democratico                              | 3 gennaio 1983                           | 3 gennaio 2011                           | 10                                       | Rieletto nel 2000                                           |                                           |
| 27                                             | 108                                      | Alan Mollohan                            | Democratico                              | 3 gennaio 1983                           | 3 gennaio 2011                           | 11                                       | Rieletto nel 2002                                           |                                           |
| 27                                             | 109                                      | Alan Mollohan                            | Democratico                              | 3 gennaio 1983                           | 3 gennaio 2011                           | 12                                       | Rieletto nel 2004                                           |                                           |
| 27                                             | 110                                      | Alan Mollohan                            | Democratico                              | 3 gennaio 1983                           | 3 gennaio 2011                           | 13                                       | Rieletto nel 2006                                           |                                           |
| 27                                             | 111                                      | Alan Mollohan                            | Democratico                              | 3 gennaio 1983                           | 3 gennaio 2011                           | 14                                       | Rieletto nel 2008 Ha perso la rinomina                      |                                           |
| 28                                             |                                          | David McKinley                           | Repubblicano                             | 3 gennaio 2011                           | 3 gennaio 2023                           | 112                                      | 1                                                           | Eletto nel 2010                           |
| 28                                             | 113                                      | David McKinley                           | Repubblicano                             | 3 gennaio 2011                           | 3 gennaio 2023                           | 2                                        | Rieletto nel 2012                                           |                                           |
| 28                                             | 114                                      | David McKinley                           | Repubblicano                             | 3 gennaio 2011                           | 3 gennaio 2023                           | 3                                        | Rieletto nel 2014                                           |                                           |
| 28                                             | 115                                      | David McKinley                           | Repubblicano                             | 3 gennaio 2011                           | 3 gennaio 2023                           | 4                                        | Rieletto nel 2016                                           |                                           |
| 28                                             | 116                                      | David McKinley                           | Repubblicano                             | 3 gennaio 2011                           | 3 gennaio 2023                           | 5                                        | Rieletto nel 2018                                           |                                           |
| 28                                             | 117                                      | David McKinley                           | Repubblicano                             | 3 gennaio 2011                           | 3 gennaio 2023                           | 6                                        | Rieletto nel 2020 Ha perso la rinomina                      |                                           |
| 29                                             |                                          | Carol Miller                             | Repubblicano                             | 3 gennaio 2023                           | in carica                                | 118                                      | 1                                                           | Eletta nel 2022                           |
| Da determinarsi con le elezioni del 2024       | Da determinarsi con le elezioni del 2024 | Da determinarsi con le elezioni del 2024 | Da determinarsi con le elezioni del 2024 | Da determinarsi con le elezioni del 2024 | Da determinarsi con le elezioni del 2024 | 119                                      |                                                             |                                           |

### 2º Distretto
| N.                                             | Foto                                     | Rappresentante                           | Partito                                  | Carica                                   | Carica                                   | Congresso                                | Mandato                                                               | Storia elettorale                                    |
| N.                                             | Foto                                     | Rappresentante                           | Partito                                  | Inizio                                   | Termine                                  | Congresso                                | Mandato                                                               | Storia elettorale                                    |
| ---------------------------------------------- | ---------------------------------------- | ---------------------------------------- | ---------------------------------------- | ---------------------------------------- | ---------------------------------------- | ---------------------------------------- | --------------------------------------------------------------------- | ---------------------------------------------------- |
| Il Distretto venne creato dal 17 dicembre 1863 |                                          |                                          |                                          |                                          |                                          |                                          |                                                                       |                                                      |
| 1                                              |                                          | William G. Brown Sr.                     | Unconditional Unionist                   | 17 dicembre 1863                         | 3 marzo 1863                             | 38                                       | 1                                                                     | Eletto nel 1863 Ritiratosi                           |
| 2                                              |                                          | George R. Latham                         | Unconditional Unionist                   | 4 marzo 1863                             | 3 marzo 1865                             | 39                                       | 1                                                                     | Eletto nel 1864 Ritiratosi                           |
| 3                                              |                                          | Bethuel Kitchen                          | Repubblicano                             | 4 marzo 1865                             | 3 marzo 1869                             | 40                                       | 1                                                                     | Eletto nel 1866 Ritiratosi                           |
| 4                                              |                                          | James McGrew                             | Repubblicano                             | 4 marzo 1869                             | 3 marzo 1873                             | 41                                       | 1                                                                     | Eletto nel 1868                                      |
| 4                                              | 42                                       | James McGrew                             | Repubblicano                             | 4 marzo 1869                             | 3 marzo 1873                             | 2                                        | Rieletto nel 1870 Ritiratosi                                          |                                                      |
| 5                                              |                                          | John Hagans                              | Repubblicano                             | 4 marzo 1873                             | 3 marzo 1875                             | 43                                       | 1                                                                     | Eletto nel 1872 Ha perso la rielezione               |
| 6                                              |                                          | Charles J. Faulkner                      | Democratico                              | 4 marzo 1875                             | 3 marzo 1877                             | 44                                       | 1                                                                     | Eletto nel 1874 Ritiratosi per correre come senatore |
| 7                                              |                                          | Benjamin F. Martin                       | Democratico                              | 4 marzo 1877                             | 3 marzo 1881                             | 45                                       | 1                                                                     | Eletto nel 1876                                      |
| 7                                              | 46                                       | Benjamin F. Martin                       | Democratico                              | 4 marzo 1877                             | 3 marzo 1881                             | 2                                        | Rieletto nel 1878 Ha perso la rinomina                                |                                                      |
| 8                                              |                                          | John B. Hoge                             | Democratico                              | 4 marzo 1881                             | 3 marzo 1883                             | 47                                       | 1                                                                     | Eletto nel 1880 Ritiratosi                           |
| 9                                              |                                          | William Lyne Wilson                      | Democratico                              | 4 marzo 1883                             | 3 marzo 1895                             | 48                                       | 1                                                                     | Eletto nel 1882                                      |
| 9                                              | 49                                       | William Lyne Wilson                      | Democratico                              | 4 marzo 1883                             | 3 marzo 1895                             | 2                                        | Rieletto nel 1884                                                     |                                                      |
| 9                                              | 50                                       | William Lyne Wilson                      | Democratico                              | 4 marzo 1883                             | 3 marzo 1895                             | 3                                        | Rieletto nel 1886                                                     |                                                      |
| 9                                              | 51                                       | William Lyne Wilson                      | Democratico                              | 4 marzo 1883                             | 3 marzo 1895                             | 4                                        | Rieletto nel 1888                                                     |                                                      |
| 9                                              | 52                                       | William Lyne Wilson                      | Democratico                              | 4 marzo 1883                             | 3 marzo 1895                             | 5                                        | Rieletto nel 1890                                                     |                                                      |
| 9                                              | 53                                       | William Lyne Wilson                      | Democratico                              | 4 marzo 1883                             | 3 marzo 1895                             | 6                                        | Rieletto nel 1892 Ritiratosi                                          |                                                      |
| 10                                             |                                          | Alston G. Dayton                         | Repubblicano                             | 4 marzo 1895                             | 16 marzo 1905                            | 54                                       | 1                                                                     | Eletto nel 1894                                      |
| 10                                             | 55                                       | Alston G. Dayton                         | Repubblicano                             | 4 marzo 1895                             | 16 marzo 1905                            | 2                                        | Rieletto nel 1896                                                     |                                                      |
| 10                                             | 56                                       | Alston G. Dayton                         | Repubblicano                             | 4 marzo 1895                             | 16 marzo 1905                            | 3                                        | Rieletto nel 1898                                                     |                                                      |
| 10                                             | 57                                       | Alston G. Dayton                         | Repubblicano                             | 4 marzo 1895                             | 16 marzo 1905                            | 4                                        | Rieletto nel 1900                                                     |                                                      |
| 10                                             | 58                                       | Alston G. Dayton                         | Repubblicano                             | 4 marzo 1895                             | 16 marzo 1905                            | 5                                        | Rieletto nel 1902                                                     |                                                      |
| 10                                             | 59                                       | Alston G. Dayton                         | Repubblicano                             | 4 marzo 1895                             | 16 marzo 1905                            | 1⁄2                                      | Rieletto nel 1904 Dimessosi per diventare giudice federale            |                                                      |
| Vacante                                        | Vacante                                  | Vacante                                  | Vacante                                  | 16 marzo 1905                            | 6 giugno 1907                            | 1⁄2                                      |                                                                       |                                                      |
| 11                                             | 59                                       |                                          | Thomas Beall Davis                       | Democratico                              | 6 giugno 1907                            | 1⁄2                                      | 3 marzo 1907                                                          | Eletto per terminare il mandato Ritiratosi           |
| 12                                             |                                          | George Cookman Sturgiss                  | Repubblicano                             | 4 marzo 1907                             | 3 marzo 1911                             | 60                                       | 1                                                                     | Eletto nel 1906                                      |
| 12                                             | 61                                       | George Cookman Sturgiss                  | Repubblicano                             | 4 marzo 1907                             | 3 marzo 1911                             | 2                                        | Rieletto nel 1908 Ha perso la rielezione                              |                                                      |
| 13                                             |                                          | William Gay Brown Jr.                    | Democratico                              | 4 marzo 1911                             | 9 marzo 1916                             | 62                                       | 1                                                                     | Eletto nel 1910                                      |
| 13                                             | 63                                       | William Gay Brown Jr.                    | Democratico                              | 4 marzo 1911                             | 9 marzo 1916                             | 2                                        | Rieletto nel 1912                                                     |                                                      |
| 13                                             | 64                                       | William Gay Brown Jr.                    | Democratico                              | 4 marzo 1911                             | 9 marzo 1916                             | 1⁄2                                      | Rieletto nel 1914 Deceduto                                            |                                                      |
| Vacante                                        | Vacante                                  | Vacante                                  | Vacante                                  | 9 marzo 1916                             | 9 maggio 1916                            | 1⁄2                                      |                                                                       |                                                      |
| 14                                             | 64                                       |                                          | George Meade Bowers                      | Repubblicano                             | 9 maggio 1916                            | 1⁄2                                      | 3 marzo 1923                                                          | Eletto per terminare il mandato                      |
| 14                                             | 65                                       | 1                                        | George Meade Bowers                      | Repubblicano                             | 9 maggio 1916                            | Rieletto nel 1916                        | 3 marzo 1923                                                          |                                                      |
| 14                                             | 66                                       | 2                                        | George Meade Bowers                      | Repubblicano                             | 9 maggio 1916                            | Rieletto nel 1918                        | 3 marzo 1923                                                          |                                                      |
| 14                                             | 67                                       | 3                                        | George Meade Bowers                      | Repubblicano                             | 9 maggio 1916                            | Rieletto nel 1920 Ha perso la rielezione | 3 marzo 1923                                                          |                                                      |
| 15                                             |                                          | Robert E. Lee Allen                      | Democratico                              | 4 marzo 1923                             | 3 marzo 1925                             | 68                                       | 1                                                                     | Eletto nel 1922 Ha perso la rielezione               |
| 16                                             |                                          | Frank Llewellyn Bowman                   | Repubblicano                             | 4 marzo 1925                             | 3 marzo 1933                             | 69                                       | 1                                                                     | Eletto nel 1924                                      |
| 16                                             | 70                                       | Frank Llewellyn Bowman                   | Repubblicano                             | 4 marzo 1925                             | 3 marzo 1933                             | 2                                        | Rieletto nel 1926                                                     |                                                      |
| 16                                             | 71                                       | Frank Llewellyn Bowman                   | Repubblicano                             | 4 marzo 1925                             | 3 marzo 1933                             | 3                                        | Rieletto nel 1928                                                     |                                                      |
| 16                                             | 72                                       | Frank Llewellyn Bowman                   | Repubblicano                             | 4 marzo 1925                             | 3 marzo 1933                             | 4                                        | Rieletto nel 1930 Ha perso la rielezione                              |                                                      |
| 17                                             |                                          | Jennings Randolph                        | Democratico                              | 4 marzo 1933                             | 3 gennaio 1947                           | 73                                       | 1                                                                     | Eletto nel 1932                                      |
| 17                                             | 74                                       | Jennings Randolph                        | Democratico                              | 4 marzo 1933                             | 3 gennaio 1947                           | 2                                        | Rieletto nel 1934                                                     |                                                      |
| 17                                             | 75                                       | Jennings Randolph                        | Democratico                              | 4 marzo 1933                             | 3 gennaio 1947                           | 3                                        | Rieletto nel 1936                                                     |                                                      |
| 17                                             | 76                                       | Jennings Randolph                        | Democratico                              | 4 marzo 1933                             | 3 gennaio 1947                           | 4                                        | Rieletto nel 1938                                                     |                                                      |
| 17                                             | 77                                       | Jennings Randolph                        | Democratico                              | 4 marzo 1933                             | 3 gennaio 1947                           | 5                                        | Rieletto nel 1940                                                     |                                                      |
| 17                                             | 78                                       | Jennings Randolph                        | Democratico                              | 4 marzo 1933                             | 3 gennaio 1947                           | 6                                        | Rieletto nel 1942                                                     |                                                      |
| 17                                             | 79                                       | Jennings Randolph                        | Democratico                              | 4 marzo 1933                             | 3 gennaio 1947                           | 7                                        | Rieletto nel 1944 Ha perso la rielezione                              |                                                      |
| 18                                             |                                          | Melvin C. Snyder                         | Repubblicano                             | 3 gennaio 1947                           | 3 gennaio 1949                           | 80                                       | 1                                                                     | Eletto nel 1946 Ha perso la rielezione               |
| 19                                             |                                          | Harley Orrin Staggers                    | Democratico                              | 3 gennaio 1949                           | 3 gennaio 1981                           | 81                                       | 1                                                                     | Eletto nel 1948                                      |
| 19                                             | 82                                       | Harley Orrin Staggers                    | Democratico                              | 3 gennaio 1949                           | 3 gennaio 1981                           | 2                                        | Rieletto nel 1950                                                     |                                                      |
| 19                                             | 83                                       | Harley Orrin Staggers                    | Democratico                              | 3 gennaio 1949                           | 3 gennaio 1981                           | 3                                        | Rieletto nel 1952                                                     |                                                      |
| 19                                             | 84                                       | Harley Orrin Staggers                    | Democratico                              | 3 gennaio 1949                           | 3 gennaio 1981                           | 4                                        | Rieletto nel 1954                                                     |                                                      |
| 19                                             | 85                                       | Harley Orrin Staggers                    | Democratico                              | 3 gennaio 1949                           | 3 gennaio 1981                           | 5                                        | Rieletto nel 1956                                                     |                                                      |
| 19                                             | 86                                       | Harley Orrin Staggers                    | Democratico                              | 3 gennaio 1949                           | 3 gennaio 1981                           | 6                                        | Rieletto nel 1958                                                     |                                                      |
| 19                                             | 87                                       | Harley Orrin Staggers                    | Democratico                              | 3 gennaio 1949                           | 3 gennaio 1981                           | 7                                        | Rieletto nel 1960                                                     |                                                      |
| 19                                             | 88                                       | Harley Orrin Staggers                    | Democratico                              | 3 gennaio 1949                           | 3 gennaio 1981                           | 8                                        | Rieletto nel 1962                                                     |                                                      |
| 19                                             | 89                                       | Harley Orrin Staggers                    | Democratico                              | 3 gennaio 1949                           | 3 gennaio 1981                           | 9                                        | Rieletto nel 1964                                                     |                                                      |
| 19                                             | 90                                       | Harley Orrin Staggers                    | Democratico                              | 3 gennaio 1949                           | 3 gennaio 1981                           | 10                                       | Rieletto nel 1966                                                     |                                                      |
| 19                                             | 91                                       | Harley Orrin Staggers                    | Democratico                              | 3 gennaio 1949                           | 3 gennaio 1981                           | 11                                       | Rieletto nel 1968                                                     |                                                      |
| 19                                             | 92                                       | Harley Orrin Staggers                    | Democratico                              | 3 gennaio 1949                           | 3 gennaio 1981                           | 12                                       | Rieletto nel 1970                                                     |                                                      |
| 19                                             | 93                                       | Harley Orrin Staggers                    | Democratico                              | 3 gennaio 1949                           | 3 gennaio 1981                           | 13                                       | Rieletto nel 1972                                                     |                                                      |
| 19                                             | 94                                       | Harley Orrin Staggers                    | Democratico                              | 3 gennaio 1949                           | 3 gennaio 1981                           | 14                                       | Rieletto nel 1974                                                     |                                                      |
| 19                                             | 95                                       | Harley Orrin Staggers                    | Democratico                              | 3 gennaio 1949                           | 3 gennaio 1981                           | 15                                       | Rieletto nel 1976                                                     |                                                      |
| 19                                             | 96                                       | Harley Orrin Staggers                    | Democratico                              | 3 gennaio 1949                           | 3 gennaio 1981                           | 16                                       | Rieletto nel 1978 Ritiratosi                                          |                                                      |
| 20                                             |                                          | Cleve Benedict                           | Repubblicano                             | 3 gennaio 1981                           | 3 gennaio 1983                           | 97                                       | 1                                                                     | Eletto nel 1980 Ritiratosi per correre come senatore |
| 21                                             |                                          | Harley O. Staggers Jr.                   | Democratico                              | 3 gennaio 1983                           | 3 gennaio 1993                           | 98                                       | 1                                                                     | Eletto nel 1982                                      |
| 21                                             | 99                                       | Harley O. Staggers Jr.                   | Democratico                              | 3 gennaio 1983                           | 3 gennaio 1993                           | 2                                        | Rieletto nel 1984                                                     |                                                      |
| 21                                             | 100                                      | Harley O. Staggers Jr.                   | Democratico                              | 3 gennaio 1983                           | 3 gennaio 1993                           | 3                                        | Rieletto nel 1986                                                     |                                                      |
| 21                                             | 101                                      | Harley O. Staggers Jr.                   | Democratico                              | 3 gennaio 1983                           | 3 gennaio 1993                           | 4                                        | Rieletto nel 1988                                                     |                                                      |
| 21                                             | 102                                      | Harley O. Staggers Jr.                   | Democratico                              | 3 gennaio 1983                           | 3 gennaio 1993                           | 5                                        | Rieletto nel 1990 Candidatosi nel 1º distretto ha perso la rielezione |                                                      |
| 22                                             |                                          | Bob Wise                                 | Democratico                              | 3 gennaio 1993                           | 3 gennaio 2001                           | 103                                      | 1                                                                     | Eletto nel 1992                                      |
| 22                                             | 104                                      | Bob Wise                                 | Democratico                              | 3 gennaio 1993                           | 3 gennaio 2001                           | 2                                        | Rieletto nel 1994                                                     |                                                      |
| 22                                             | 105                                      | Bob Wise                                 | Democratico                              | 3 gennaio 1993                           | 3 gennaio 2001                           | 3                                        | Rieletto nel 1996                                                     |                                                      |
| 22                                             | 106                                      | Bob Wise                                 | Democratico                              | 3 gennaio 1993                           | 3 gennaio 2001                           | 4                                        | Rieletto nel 1998 Ritiratosi per correre come Governatore             |                                                      |
| 23                                             |                                          | Shelley Moore Capito                     | Repubblicano                             | 3 gennaio 2001                           | 3 gennaio 2015                           | 107                                      | 1                                                                     | Eletta nel 2000                                      |
| 23                                             | 108                                      | Shelley Moore Capito                     | Repubblicano                             | 3 gennaio 2001                           | 3 gennaio 2015                           | 2                                        | Rieletta nel 2002                                                     |                                                      |
| 23                                             | 109                                      | Shelley Moore Capito                     | Repubblicano                             | 3 gennaio 2001                           | 3 gennaio 2015                           | 3                                        | Rieletta nel 2004                                                     |                                                      |
| 23                                             | 110                                      | Shelley Moore Capito                     | Repubblicano                             | 3 gennaio 2001                           | 3 gennaio 2015                           | 4                                        | Rieletta nel 2006                                                     |                                                      |
| 23                                             | 111                                      | Shelley Moore Capito                     | Repubblicano                             | 3 gennaio 2001                           | 3 gennaio 2015                           | 5                                        | Rieletta nel 2008                                                     |                                                      |
| 23                                             | 112                                      | Shelley Moore Capito                     | Repubblicano                             | 3 gennaio 2001                           | 3 gennaio 2015                           | 6                                        | Rieletta nel 2010                                                     |                                                      |
| 23                                             | 113                                      | Shelley Moore Capito                     | Repubblicano                             | 3 gennaio 2001                           | 3 gennaio 2015                           | 7                                        | Rieletta nel 2012 Ritiratasi per correre come senatore                |                                                      |
| 24                                             |                                          | Alex Mooney                              | Repubblicano                             | 3 gennaio 2015                           | in carica                                | 114                                      | 1                                                                     | Eletto nel 2014                                      |
| 24                                             | 115                                      | Alex Mooney                              | Repubblicano                             | 3 gennaio 2015                           | in carica                                | 2                                        | Rieletto nel 2016                                                     |                                                      |
| 24                                             | 116                                      | Alex Mooney                              | Repubblicano                             | 3 gennaio 2015                           | in carica                                | 3                                        | Rieletto nel 2018                                                     |                                                      |
| 24                                             | 117                                      | Alex Mooney                              | Repubblicano                             | 3 gennaio 2015                           | in carica                                | 4                                        | Rieletto nel 2020                                                     |                                                      |
| 24                                             | 118                                      | Alex Mooney                              | Repubblicano                             | 3 gennaio 2015                           | in carica                                | 5                                        | Rieletto nel 2022 Si ritirerà per correre al senato                   |                                                      |
| Da determinarsi con le elezioni del 2024       | Da determinarsi con le elezioni del 2024 | Da determinarsi con le elezioni del 2024 | Da determinarsi con le elezioni del 2024 | Da determinarsi con le elezioni del 2024 | Da determinarsi con le elezioni del 2024 | 119                                      |                                                                       |                                                      |

### 3º Distretto
| N.                                             | Foto                                           | Rappresentante                                 | Partito                                        | Carica                                         | Carica                                         | Congresso                                      | Mandato                                                                                          | Storia elettorale                                      |
| N.                                             | Foto                                           | Rappresentante                                 | Partito                                        | Inizio                                         | Termine                                        | Congresso                                      | Mandato                                                                                          | Storia elettorale                                      |
| Il Distretto venne creato dal 17 dicembre 1863 | Il Distretto venne creato dal 17 dicembre 1863 | Il Distretto venne creato dal 17 dicembre 1863 | Il Distretto venne creato dal 17 dicembre 1863 | Il Distretto venne creato dal 17 dicembre 1863 | Il Distretto venne creato dal 17 dicembre 1863 | Il Distretto venne creato dal 17 dicembre 1863 | Il Distretto venne creato dal 17 dicembre 1863                                                   | Il Distretto venne creato dal 17 dicembre 1863         |
| ---------------------------------------------- | ---------------------------------------------- | ---------------------------------------------- | ---------------------------------------------- | ---------------------------------------------- | ---------------------------------------------- | ---------------------------------------------- | ------------------------------------------------------------------------------------------------ | ------------------------------------------------------ |
| 1                                              |                                                | Kellian Whaley                                 | Unconditional Unionist                         | 17 dicembre 1863                               | 3 marzo 1867                                   | 38                                             | 1                                                                                                | Eletto nel 1862                                        |
| 1                                              | 39                                             | Kellian Whaley                                 | Unconditional Unionist                         | 17 dicembre 1863                               | 3 marzo 1867                                   | 2                                              | Rieletto nel 1864 Ritiratosi                                                                     |                                                        |
| 2                                              |                                                | Daniel Polsley                                 | Repubblicano                                   | 4 marzo 1867                                   | 3 marzo 1869                                   | 40                                             | 1                                                                                                | Eletto nel 1866 Ritiratosi                             |
| 3                                              |                                                | John Witcher                                   | Repubblicano                                   | 4 marzo 1869                                   | 3 marzo 1871                                   | 41                                             | 1                                                                                                | Rieletto nel 1868 Ha perso la rielezione               |
| 4                                              |                                                | Frank Hereford                                 | Democratico                                    | 4 marzo 1871                                   | 31 gennaio 1877                                | 42                                             | 1                                                                                                | Eletto nel 1870                                        |
| 4                                              | 43                                             | Frank Hereford                                 | Democratico                                    | 4 marzo 1871                                   | 31 gennaio 1877                                | 2                                              | Rieletto nel 1872                                                                                |                                                        |
| 4                                              | 44                                             | Frank Hereford                                 | Democratico                                    | 4 marzo 1871                                   | 31 gennaio 1877                                | 3                                              | Rieletto nel 1874 Ritiratosi per correre come senatore, dimessosi anticipatamente                |                                                        |
| Vacante                                        | Vacante                                        | Vacante                                        | Vacante                                        | 31 gennaio 1877                                | 3 marzo 1877                                   | 3                                              |                                                                                                  |                                                        |
| 5                                              |                                                | John E. Kenna                                  | Democratico                                    | 4 marzo 1877                                   | 3 marzo 1883                                   | 45                                             | 1                                                                                                | Eletto nel 1876                                        |
| 5                                              | 46                                             | John E. Kenna                                  | Democratico                                    | 4 marzo 1877                                   | 3 marzo 1883                                   | 2                                              | Rieletto nel 1878                                                                                |                                                        |
| 5                                              | 47                                             | John E. Kenna                                  | Democratico                                    | 4 marzo 1877                                   | 3 marzo 1883                                   | 3                                              | Rieletto nel 1880 Rieletto nel 1882, ma dimessosi per diventare senatore                         |                                                        |
| Vacante                                        | Vacante                                        | Vacante                                        | Vacante                                        | 4 marzo 1883                                   | 15 marzo 1883                                  | 48                                             | 1⁄2                                                                                              |                                                        |
| 6                                              |                                                | Charles P. Snyder                              | Democratico                                    | 15 marzo 1883                                  | 3 marzo 1889                                   | 48                                             | 1⁄2                                                                                              | Eletto per terminare il mandato                        |
| 6                                              | 49                                             | Charles P. Snyder                              | Democratico                                    | 15 marzo 1883                                  | 3 marzo 1889                                   | 1                                              | Rieletto nel 1884                                                                                |                                                        |
| 6                                              | 50                                             | Charles P. Snyder                              | Democratico                                    | 15 marzo 1883                                  | 3 marzo 1889                                   | 2                                              | Rieletto nel 1886 Ritiratosi                                                                     |                                                        |
| 7                                              |                                                | John D. Alderson                               | Democratico                                    | 4 marzo 1889                                   | 3 marzo 1895                                   | 51                                             | 1                                                                                                | Eletto nel 1888                                        |
| 7                                              | 52                                             | John D. Alderson                               | Democratico                                    | 4 marzo 1889                                   | 3 marzo 1895                                   | 2                                              | Rieletto nel 1890                                                                                |                                                        |
| 7                                              | 53                                             | John D. Alderson                               | Democratico                                    | 4 marzo 1889                                   | 3 marzo 1895                                   | 3                                              | Rieletto nel 1892 Ha perso la rielezione                                                         |                                                        |
| 8                                              |                                                | James Hall Huling                              | Repubblicano                                   | 4 marzo 1895                                   | 3 marzo 1897                                   | 54                                             | 1                                                                                                | Eletto nel 1894 Ritiratosi                             |
| 9                                              |                                                | Charles Dorr                                   | Repubblicano                                   | 4 marzo 1897                                   | 3 marzo 1899                                   | 55                                             | 1                                                                                                | Eletto nel 1896 Ritiratosi                             |
| 10                                             |                                                | David Emmons Johnston                          | Democratico                                    | 4 marzo 1899                                   | 3 marzo 1901                                   | 56                                             | 1                                                                                                | Eletto nel 1898 Ha perso la rielezione                 |
| 11                                             |                                                | Joseph H. Gaines                               | Repubblicano                                   | 4 marzo 1901                                   | 3 marzo 1911                                   | 57                                             | 1                                                                                                | Eletto nel 1900                                        |
| 11                                             | 58                                             | Joseph H. Gaines                               | Repubblicano                                   | 4 marzo 1901                                   | 3 marzo 1911                                   | 2                                              | Rieletto nel 1902                                                                                |                                                        |
| 11                                             | 59                                             | Joseph H. Gaines                               | Repubblicano                                   | 4 marzo 1901                                   | 3 marzo 1911                                   | 3                                              | Rieletto nel 1904                                                                                |                                                        |
| 11                                             | 60                                             | Joseph H. Gaines                               | Repubblicano                                   | 4 marzo 1901                                   | 3 marzo 1911                                   | 4                                              | Rieletto nel 1906                                                                                |                                                        |
| 11                                             | 61                                             | Joseph H. Gaines                               | Repubblicano                                   | 4 marzo 1901                                   | 3 marzo 1911                                   | 5                                              | Rieletto nel 1908 Ha perso la rielezione                                                         |                                                        |
| 12                                             |                                                | Adam Brown Littlepage                          | Democratico                                    | 4 marzo 1911                                   | 3 marzo 1913                                   | 62                                             | 1                                                                                                | Eletto nel 1910 Ha perso la rielezione                 |
| 13                                             |                                                | Samuel B. Avis                                 | Repubblicano                                   | 4 marzo 1913                                   | 3 marzo 1915                                   | 63                                             | 1                                                                                                | Eletto nel 1912 Ha perso la rielezione                 |
| 14                                             |                                                | Adam Brown Littlepage                          | Democratico                                    | 4 marzo 1915                                   | 3 marzo 1917                                   | 64                                             | 1                                                                                                | Eletto nel 1914 Candidatosi nel 6º distretto           |
| 15                                             |                                                | Stuart F. Reed                                 | Repubblicano                                   | 4 marzo 1917                                   | 3 marzo 1925                                   | 65                                             | 1                                                                                                | Eletto nel 1916                                        |
| 15                                             | 66                                             | Stuart F. Reed                                 | Repubblicano                                   | 4 marzo 1917                                   | 3 marzo 1925                                   | 2                                              | Rieletto nel 1918                                                                                |                                                        |
| 15                                             | 67                                             | Stuart F. Reed                                 | Repubblicano                                   | 4 marzo 1917                                   | 3 marzo 1925                                   | 3                                              | Rieletto nel 1920                                                                                |                                                        |
| 15                                             | 68                                             | Stuart F. Reed                                 | Repubblicano                                   | 4 marzo 1917                                   | 3 marzo 1925                                   | 4                                              | Rieletto nel 1922 Ritiratosi                                                                     |                                                        |
| 17                                             |                                                | John M. Wolverton                              | Repubblicano                                   | 4 marzo 1925                                   | 3 marzo 1927                                   | 69                                             | 1                                                                                                | Eletto nel 1924 Ha perso la rielezione                 |
| 18                                             |                                                | William S. O'Brien                             | Democratico                                    | 4 marzo 1927                                   | 3 marzo 1929                                   | 70                                             | 1                                                                                                | Eletto nel 1926 Ha perso la rielezione                 |
| 19                                             |                                                | John M. Wolverton                              | Repubblicano                                   | 4 marzo 1929                                   | 3 marzo 1931                                   | 71                                             | 1                                                                                                | Eletto nel 1928 Ha perso la rielezioen                 |
| 20                                             |                                                | Lynn Hornor                                    | Democratico                                    | 4 marzo 1931                                   | 23 settembre 1933                              | 72                                             | 1                                                                                                | Eletto nel 1930                                        |
| 20                                             | 73                                             | Lynn Hornor                                    | Democratico                                    | 4 marzo 1931                                   | 23 settembre 1933                              | 1⁄2                                            | Rieletto nel 1932 Deceduto                                                                       |                                                        |
| Vacante                                        | Vacante                                        | Vacante                                        | Vacante                                        | 23 settembre 1933                              | 28 novembre 1933                               | 1⁄2                                            |                                                                                                  |                                                        |
| 21                                             | 73                                             |                                                | Andrew Edmiston Jr.                            | Democratico                                    | 28 novembre 1933                               | 1⁄2                                            | 3 gennaio 1943                                                                                   | Eletto per terminare il mandato                        |
| 21                                             | 74                                             | 1                                              | Andrew Edmiston Jr.                            | Democratico                                    | 28 novembre 1933                               | Rieletto nel 1934                              | 3 gennaio 1943                                                                                   |                                                        |
| 21                                             | 75                                             | 2                                              | Andrew Edmiston Jr.                            | Democratico                                    | 28 novembre 1933                               | Rieletto nel 1936                              | 3 gennaio 1943                                                                                   |                                                        |
| 21                                             | 76                                             | 3                                              | Andrew Edmiston Jr.                            | Democratico                                    | 28 novembre 1933                               | Rieletto nel 1938                              | 3 gennaio 1943                                                                                   |                                                        |
| 21                                             | 77                                             | 4                                              | Andrew Edmiston Jr.                            | Democratico                                    | 28 novembre 1933                               | Rieletto nel 1940 Ha perso la rielezione       | 3 gennaio 1943                                                                                   |                                                        |
| 22                                             |                                                | Edward G. Rohrbough                            | Repubblicano                                   | 3 gennaio 1943                                 | 3 gennaio 1945                                 | 78                                             | 1                                                                                                | Eletto nel 1942 Ha perso la rielezione                 |
| 23                                             |                                                | Cleveland M. Bailey                            | Democratico                                    | 3 gennaio 1945                                 | 3 gennaio 1947                                 | 79                                             | 1                                                                                                | Eletto nel 1944 Ha perso la rielezione                 |
| 24                                             |                                                | Edward G. Rohrbough                            | Repubblicano                                   | 3 gennaio 1947                                 | 3 gennaio 1949                                 | 80                                             | 1                                                                                                | Eletto nel 1946 Ha perso la rielezione                 |
| 25                                             |                                                | Cleveland M. Bailey                            | Democratico                                    | 3 gennaio 1949                                 | 3 gennaio 1963                                 | 81                                             | 1                                                                                                | Eletto nel 1948                                        |
| 25                                             | 82                                             | Cleveland M. Bailey                            | Democratico                                    | 3 gennaio 1949                                 | 3 gennaio 1963                                 | 2                                              | Rieletto nel 1950                                                                                |                                                        |
| 25                                             | 83                                             | Cleveland M. Bailey                            | Democratico                                    | 3 gennaio 1949                                 | 3 gennaio 1963                                 | 3                                              | Rieletto nel 1952                                                                                |                                                        |
| 25                                             | 84                                             | Cleveland M. Bailey                            | Democratico                                    | 3 gennaio 1949                                 | 3 gennaio 1963                                 | 4                                              | Rieletto nel 1954                                                                                |                                                        |
| 25                                             | 85                                             | Cleveland M. Bailey                            | Democratico                                    | 3 gennaio 1949                                 | 3 gennaio 1963                                 | 5                                              | Rieletto nel 1956                                                                                |                                                        |
| 25                                             | 86                                             | Cleveland M. Bailey                            | Democratico                                    | 3 gennaio 1949                                 | 3 gennaio 1963                                 | 6                                              | Rieletto nel 1958                                                                                |                                                        |
| 25                                             | 87                                             | Cleveland M. Bailey                            | Democratico                                    | 3 gennaio 1949                                 | 3 gennaio 1963                                 | 7                                              | Rieletto nel 1960 Candidatosi nel 1º distretto, ha perso la rielezione                           |                                                        |
| 26                                             |                                                | John M. Slack, Jr.                             | Democratico                                    | 3 gennaio 1963                                 | 17 marzo 1980                                  | 88                                             | 1                                                                                                | Eletto nel 1962                                        |
| 26                                             | 89                                             | John M. Slack, Jr.                             | Democratico                                    | 3 gennaio 1963                                 | 17 marzo 1980                                  | 2                                              | Rieletto nel 1964                                                                                |                                                        |
| 26                                             | 90                                             | John M. Slack, Jr.                             | Democratico                                    | 3 gennaio 1963                                 | 17 marzo 1980                                  | 3                                              | Rieletto nel 1966                                                                                |                                                        |
| 26                                             | 91                                             | John M. Slack, Jr.                             | Democratico                                    | 3 gennaio 1963                                 | 17 marzo 1980                                  | 4                                              | Rieletto nel 1968                                                                                |                                                        |
| 26                                             | 92                                             | John M. Slack, Jr.                             | Democratico                                    | 3 gennaio 1963                                 | 17 marzo 1980                                  | 5                                              | Rieletto nel 1970                                                                                |                                                        |
| 26                                             | 93                                             | John M. Slack, Jr.                             | Democratico                                    | 3 gennaio 1963                                 | 17 marzo 1980                                  | 6                                              | Eletto nel 1972                                                                                  |                                                        |
| 26                                             | 94                                             | John M. Slack, Jr.                             | Democratico                                    | 3 gennaio 1963                                 | 17 marzo 1980                                  | 7                                              | Rieletto nel 1974                                                                                |                                                        |
| 26                                             | 95                                             | John M. Slack, Jr.                             | Democratico                                    | 3 gennaio 1963                                 | 17 marzo 1980                                  | 8                                              | Rieletto nel 1976                                                                                |                                                        |
| 26                                             | 96                                             | John M. Slack, Jr.                             | Democratico                                    | 3 gennaio 1963                                 | 17 marzo 1980                                  | 1⁄2                                            | Rieletto nel 1978 Deceduto                                                                       |                                                        |
| Vacante                                        | Vacante                                        | Vacante                                        | Vacante                                        | 17 marzo 1980                                  | 30 giugno 1980                                 | 1⁄2                                            |                                                                                                  |                                                        |
| 27                                             | 96                                             |                                                | John G. Hutchinson                             | Democratico                                    | 30 giugno 1980                                 | 1⁄2                                            | 3 gennaio 1981                                                                                   | Eletto per terminare il mandato Ha perso la rielezione |
| 28                                             |                                                | Mick Staton                                    | Repubblicano                                   | 3 gennaio 1981                                 | 3 gennaio 1983                                 | 97                                             | 1                                                                                                | Eletto nel 1980 Ha perso la rielezione                 |
| 29                                             |                                                | Bob Wise                                       | Democratico                                    | 3 gennaio 1983                                 | 3 gennaio 1993                                 | 98                                             | 1                                                                                                | Eletto nel 1982                                        |
| 29                                             | 99                                             | Bob Wise                                       | Democratico                                    | 3 gennaio 1983                                 | 3 gennaio 1993                                 | 2                                              | Rieletto nel 1984                                                                                |                                                        |
| 29                                             | 100                                            | Bob Wise                                       | Democratico                                    | 3 gennaio 1983                                 | 3 gennaio 1993                                 | 3                                              | Rieletto nel 1986                                                                                |                                                        |
| 29                                             | 101                                            | Bob Wise                                       | Democratico                                    | 3 gennaio 1983                                 | 3 gennaio 1993                                 | 4                                              | Rieletto nel 1988                                                                                |                                                        |
| 29                                             | 102                                            | Bob Wise                                       | Democratico                                    | 3 gennaio 1983                                 | 3 gennaio 1993                                 | 5                                              | Rieletto nel 1990 Candidatosi nel 2º distretto                                                   |                                                        |
| 31                                             |                                                | Nick Rahall                                    | Democratico                                    | 3 gennaio 1993                                 | 3 gennaio 2015                                 | 103                                            | 1                                                                                                | Eletto nel 1992                                        |
| 31                                             | 104                                            | Nick Rahall                                    | Democratico                                    | 3 gennaio 1993                                 | 3 gennaio 2015                                 | 2                                              | Rieletto nel 1994                                                                                |                                                        |
| 31                                             | 105                                            | Nick Rahall                                    | Democratico                                    | 3 gennaio 1993                                 | 3 gennaio 2015                                 | 3                                              | Rieletto nel 1996                                                                                |                                                        |
| 31                                             | 106                                            | Nick Rahall                                    | Democratico                                    | 3 gennaio 1993                                 | 3 gennaio 2015                                 | 4                                              | Rieletto nel 1998                                                                                |                                                        |
| 31                                             | 107                                            | Nick Rahall                                    | Democratico                                    | 3 gennaio 1993                                 | 3 gennaio 2015                                 | 5                                              | Rieletto nel 2000                                                                                |                                                        |
| 31                                             | 108                                            | Nick Rahall                                    | Democratico                                    | 3 gennaio 1993                                 | 3 gennaio 2015                                 | 6                                              | Rieletto nel 2002                                                                                |                                                        |
| 31                                             | 108                                            | Nick Rahall                                    | Democratico                                    | 3 gennaio 1993                                 | 3 gennaio 2015                                 | 7                                              | Rieletto nel 2004                                                                                |                                                        |
| 31                                             | 110                                            | Nick Rahall                                    | Democratico                                    | 3 gennaio 1993                                 | 3 gennaio 2015                                 | 8                                              | Rieletto nel 2006                                                                                |                                                        |
| 31                                             | 111                                            | Nick Rahall                                    | Democratico                                    | 3 gennaio 1993                                 | 3 gennaio 2015                                 | 9                                              | Rieletto nel 2008                                                                                |                                                        |
| 31                                             | 112                                            | Nick Rahall                                    | Democratico                                    | 3 gennaio 1993                                 | 3 gennaio 2015                                 | 10                                             | Rieletto nel 2010                                                                                |                                                        |
| 31                                             | 113                                            | Nick Rahall                                    | Democratico                                    | 3 gennaio 1993                                 | 3 gennaio 2015                                 | 11                                             | Rieletto nel 2012 Ha perso la rielezione                                                         |                                                        |
| 32                                             |                                                | Evan Jenkins                                   | Repubblicano                                   | 3 gennaio 2015                                 | 30 settembre 2018                              | 114                                            | 1                                                                                                | Eletto nel 2014                                        |
| 32                                             | 115                                            | Evan Jenkins                                   | Repubblicano                                   | 3 gennaio 2015                                 | 30 settembre 2018                              | 1⁄2                                            | Rieletto nel 2016 Dimessosi per diventare Giudice della Corte Suprema della Virginia Occidentale |                                                        |
| Vacante                                        | Vacante                                        | Vacante                                        | Vacante                                        | 30 settembre 2018                              | 3 gennaio 2019                                 | 1⁄2                                            |                                                                                                  |                                                        |
| 33                                             |                                                | Carol Miller                                   | Repubblicano                                   | 3 gennaio 2019                                 | 3 gennaio 2023                                 | 116                                            | 1                                                                                                | Eletta nel 2018                                        |
| 33                                             | 117                                            | Carol Miller                                   | Repubblicano                                   | 3 gennaio 2019                                 | 3 gennaio 2023                                 | 2                                              | Rieletta nel 2020 Candidatasi nel 1º distretto                                                   |                                                        |
| Il Distretto venne eliminato il 3 gennaio 2023 |                                                |                                                |                                                |                                                |                                                |                                                |                                                                                                  |                                                        |

### 4º Distretto
| N.                                             | Foto                                       | Rappresentante                             | Partito                                    | Carica                                     | Carica                                     | Congresso                                  | Mandato                                                   | Storia elettorale                                |
| N.                                             | Foto                                       | Rappresentante                             | Partito                                    | Inizio                                     | Termine                                    | Congresso                                  | Mandato                                                   | Storia elettorale                                |
| Il Distretto venne creato dal 4 marzo 1883     | Il Distretto venne creato dal 4 marzo 1883 | Il Distretto venne creato dal 4 marzo 1883 | Il Distretto venne creato dal 4 marzo 1883 | Il Distretto venne creato dal 4 marzo 1883 | Il Distretto venne creato dal 4 marzo 1883 | Il Distretto venne creato dal 4 marzo 1883 | Il Distretto venne creato dal 4 marzo 1883                | Il Distretto venne creato dal 4 marzo 1883       |
| ---------------------------------------------- | ------------------------------------------ | ------------------------------------------ | ------------------------------------------ | ------------------------------------------ | ------------------------------------------ | ------------------------------------------ | --------------------------------------------------------- | ------------------------------------------------ |
| 1                                              |                                            | Eustace Gibson                             | Democratico                                | 4 marzo 1883                               | 3 marzo 1887                               | 48                                         | 1                                                         | Eletto nel 1882                                  |
| 1                                              | 49                                         | Eustace Gibson                             | Democratico                                | 4 marzo 1883                               | 3 marzo 1887                               | 2                                          | Rieletto nel 1884 Ha perso la rinomina                    |                                                  |
| 2                                              |                                            | Charles E. Hogg                            | Democratico                                | 4 marzo 1887                               | 3 marzo 1889                               | 50                                         | 1                                                         | Eletto nel 1886 Ha perso la rinomina             |
| 3                                              |                                            | James M. Jackson                           | Democratico                                | 4 marzo 1889                               | 3 febbraio 1890                            | 51                                         | 1⁄2                                                       | Eletto nel 1888 Ha perso la contestazione        |
| 4                                              |                                            | Charles B. Smith                           | Repubblicano                               | 3 febbraio 1890                            | 3 marzo 1891                               | 51                                         | 1⁄2                                                       | Ha vinto la contestazione Ha perso la rielezione |
| 5                                              |                                            | James Capehart                             | Democratico                                | 4 marzo 1891                               | 3 marzo 1895                               | 52                                         | 1                                                         | Eletto nel 1890                                  |
| 5                                              | 53                                         | James Capehart                             | Democratico                                | 4 marzo 1891                               | 3 marzo 1895                               | 2                                          | Rieletto nel 1892 Ritiratosi                              |                                                  |
| 6                                              |                                            | Warren Miller                              | Repubblicano                               | 4 marzo 1895                               | 3 marzo 1899                               | 54                                         | 1                                                         | Eletto nel 1894                                  |
| 6                                              | 55                                         | Warren Miller                              | Repubblicano                               | 4 marzo 1895                               | 3 marzo 1899                               | 2                                          | Rieletto nel 1896 Ritiratosi                              |                                                  |
| 7                                              |                                            | Romeo H. Freer                             | Repubblicano                               | 4 marzo 1899                               | 3 marzo 1901                               | 56                                         | 1                                                         | Eletto nel 1898 Ritiratosi                       |
| 8                                              |                                            | James A. Hughes                            | Repubblicano                               | 4 marzo 1901                               | 3 marzo 1903                               | 57                                         | 1                                                         | Eletto nel 1900 Candidatosi nel 5º distretto     |
| 9                                              |                                            | Harry C. Woodyard                          | Repubblicano                               | 4 marzo 1903                               | 3 marzo 1911                               | 58                                         | 1                                                         | Rieletto nel 1902                                |
| 9                                              | 59                                         | Harry C. Woodyard                          | Repubblicano                               | 4 marzo 1903                               | 3 marzo 1911                               | 2                                          | Rieletto nel 1904                                         |                                                  |
| 9                                              | 60                                         | Harry C. Woodyard                          | Repubblicano                               | 4 marzo 1903                               | 3 marzo 1911                               | 3                                          | Rieletto nel 1906                                         |                                                  |
| 9                                              | 61                                         | Harry C. Woodyard                          | Repubblicano                               | 4 marzo 1903                               | 3 marzo 1911                               | 4                                          | Rieletto nel 1908 Perse la rielezione                     |                                                  |
| 10                                             |                                            | John M. Hamilton                           | Democratico                                | 4 marzo 1911                               | 3 marzo 1913                               | 62                                         | 1                                                         | Eletto nel 1910 Ha perso la rielezione           |
| 11                                             |                                            | Hunter H. Moss, Jr.                        | Repubblicano                               | 4 marzo 1913                               | 15 luglio 1916                             | 63                                         | 1                                                         | Eletto nel 1912                                  |
| 11                                             | 64                                         | Hunter H. Moss, Jr.                        | Repubblicano                               | 4 marzo 1913                               | 15 luglio 1916                             | 1⁄2                                        | Rieletto nel 1914 Deceduto                                |                                                  |
| Vacante                                        | Vacante                                    | Vacante                                    | Vacante                                    | 15 luglio 1916                             | 7 novembre 1916                            | 1⁄2                                        |                                                           |                                                  |
| 12                                             | 64                                         |                                            | Harry C. Woodyard                          | Repubblicano                               | 7 novembre 1916                            | 1⁄2                                        | 3 marzo 1923                                              | Eletto per terminare il mandato                  |
| 12                                             | 65                                         | 1                                          | Harry C. Woodyard                          | Repubblicano                               | 7 novembre 1916                            | Rieletto nel 1916                          | 3 marzo 1923                                              |                                                  |
| 12                                             | 66                                         | 2                                          | Harry C. Woodyard                          | Repubblicano                               | 7 novembre 1916                            | Rieletto nel 1918                          | 3 marzo 1923                                              |                                                  |
| 12                                             | 67                                         | 3                                          | Harry C. Woodyard                          | Repubblicano                               | 7 novembre 1916                            | Rieletto nel 1920 Ha perso la rielezione   | 3 marzo 1923                                              |                                                  |
| 13                                             |                                            | George W. Johnson                          | Democratico                                | 4 marzo 1923                               | 3 marzo 1925                               | 68                                         | 1                                                         | Rieletto nel 1922 Ha perso la rielezione         |
| 14                                             |                                            | Harry C. Woodyard                          | Repubblicano                               | 4 marzo 1925                               | 3 marzo 1927                               | 69                                         | 1                                                         | Eletto nel 1924 Ritiratosi                       |
| 15                                             |                                            | James A. Hughes                            | Repubblicano                               | 4 marzo 1927                               | 2 marzo 1930                               | 70                                         | 2                                                         | Eletto nel 1926                                  |
| 15                                             | 71                                         | James A. Hughes                            | Repubblicano                               | 4 marzo 1927                               | 2 marzo 1930                               | 1⁄2                                        | Rieletto nel 1928 Deceduto                                |                                                  |
| Vacante                                        | Vacante                                    | Vacante                                    | Vacante                                    | 2 marzo 1930                               | 4 novembre 1930                            | 1⁄2                                        |                                                           |                                                  |
| 16                                             | 71                                         |                                            | Robert L. Hogg                             | Repubblicano                               | 4 novembre 1930                            | 1⁄2                                        | 3 marzo 1933                                              | Eletto per terminare il mandato                  |
| 16                                             | 72                                         | 1                                          | Robert L. Hogg                             | Repubblicano                               | 4 novembre 1930                            | Eletto nel 1930 Ha perso la rielezione     | 3 marzo 1933                                              |                                                  |
| 17                                             |                                            | George W. Johnson                          | Democratico                                | 4 marzo 1933                               | 3 gennaio 1943                             | 73                                         | 1                                                         | Eletto nel 1932                                  |
| 17                                             | 74                                         | George W. Johnson                          | Democratico                                | 4 marzo 1933                               | 3 gennaio 1943                             | 2                                          | Rieletto nel 1934                                         |                                                  |
| 17                                             | 75                                         | George W. Johnson                          | Democratico                                | 4 marzo 1933                               | 3 gennaio 1943                             | 3                                          | Rieletto nel 1936                                         |                                                  |
| 17                                             | 76                                         | George W. Johnson                          | Democratico                                | 4 marzo 1933                               | 3 gennaio 1943                             | 4                                          | Rieletto nel 1938                                         |                                                  |
| 17                                             | 77                                         | George W. Johnson                          | Democratico                                | 4 marzo 1933                               | 3 gennaio 1943                             | 5                                          | Rieletto nel 1940 Ha perso la rielezione                  |                                                  |
| 18                                             |                                            | Hubert S. Ellis                            | Repubblicano                               | 3 gennaio 1943                             | 3 gennaio 1949                             | 78                                         | 1                                                         | Rieletto nel 1942                                |
| 18                                             | 79                                         | Hubert S. Ellis                            | Repubblicano                               | 3 gennaio 1943                             | 3 gennaio 1949                             | 2                                          | Rieletto nel 1944                                         |                                                  |
| 18                                             | 80                                         | Hubert S. Ellis                            | Repubblicano                               | 3 gennaio 1943                             | 3 gennaio 1949                             | 3                                          | Rieletto nel 1946 Ha perso la rielezione                  |                                                  |
| 19                                             |                                            | Maurice G. Burnside                        | Democratico                                | 3 gennaio 1949                             | 3 gennaio 1953                             | 81                                         | 1                                                         | Eletto nel 1948                                  |
| 19                                             | 82                                         | Maurice G. Burnside                        | Democratico                                | 3 gennaio 1949                             | 3 gennaio 1953                             | 2                                          | Rieletto nel 1950 Ha perso la rielezione                  |                                                  |
| 20                                             |                                            | Will E. Neal                               | Repubblicano                               | 3 gennaio 1953                             | 3 gennaio 1955                             | 83                                         | 1                                                         | Eletto nel 1952 Ha perso al rielezione           |
| 21                                             |                                            | Maurice G. Burnside                        | Democratico                                | 3 gennaio 1955                             | 3 gennaio 1957                             | 84                                         | 1                                                         | Eletto nel 1954 Ha perso la rielezione           |
| 22                                             |                                            | Will E. Neal                               | Repubblicano                               | 3 gennaio 1957                             | 3 gennaio 1959                             | 85                                         | 1                                                         | Eletto nel 1956 Ha perso la rielezione           |
| 23                                             |                                            | Ken Hechler                                | Democratico                                | 3 gennaio 1959                             | 3 gennaio 1977                             | 86                                         | 1                                                         | Eletto nel 1958                                  |
| 23                                             | 87                                         | Ken Hechler                                | Democratico                                | 3 gennaio 1959                             | 3 gennaio 1977                             | 2                                          | Rieletto nel 1960                                         |                                                  |
| 23                                             | 88                                         | Ken Hechler                                | Democratico                                | 3 gennaio 1959                             | 3 gennaio 1977                             | 3                                          | Rieletto nel 1962                                         |                                                  |
| 23                                             | 89                                         | Ken Hechler                                | Democratico                                | 3 gennaio 1959                             | 3 gennaio 1977                             | 4                                          | Rieletto nel 1964                                         |                                                  |
| 23                                             | 90                                         | Ken Hechler                                | Democratico                                | 3 gennaio 1959                             | 3 gennaio 1977                             | 5                                          | Rieletto nel 1966                                         |                                                  |
| 23                                             | 91                                         | Ken Hechler                                | Democratico                                | 3 gennaio 1959                             | 3 gennaio 1977                             | 6                                          | Rieletto nel 1968                                         |                                                  |
| 23                                             | 92                                         | Ken Hechler                                | Democratico                                | 3 gennaio 1959                             | 3 gennaio 1977                             | 7                                          | Rieletto nel 1970                                         |                                                  |
| 23                                             | 93                                         | Ken Hechler                                | Democratico                                | 3 gennaio 1959                             | 3 gennaio 1977                             | 8                                          | Rieletto nel 1972                                         |                                                  |
| 23                                             | 94                                         | Ken Hechler                                | Democratico                                | 3 gennaio 1959                             | 3 gennaio 1977                             | 9                                          | Rieletto nel 1974 Ritiratosi per correre come Governatore |                                                  |
| 24                                             |                                            | Nick Rahall                                | Democratico                                | 3 gennaio 1977                             | 3 gennaio 1993                             | 95                                         | 1                                                         | Eletto nel 1976                                  |
| 24                                             | 96                                         | Nick Rahall                                | Democratico                                | 3 gennaio 1977                             | 3 gennaio 1993                             | 2                                          | Rieletto nel 1978                                         |                                                  |
| 24                                             | 97                                         | Nick Rahall                                | Democratico                                | 3 gennaio 1977                             | 3 gennaio 1993                             | 3                                          | Eletto nel 1980                                           |                                                  |
| 24                                             | 98                                         | Nick Rahall                                | Democratico                                | 3 gennaio 1977                             | 3 gennaio 1993                             | 4                                          | Rieletto nel 1982                                         |                                                  |
| 24                                             | 99                                         | Nick Rahall                                | Democratico                                | 3 gennaio 1977                             | 3 gennaio 1993                             | 5                                          | Rieletto nel 1984                                         |                                                  |
| 24                                             | 100                                        | Nick Rahall                                | Democratico                                | 3 gennaio 1977                             | 3 gennaio 1993                             | 6                                          | Rieletto nel 1986                                         |                                                  |
| 24                                             | 101                                        | Nick Rahall                                | Democratico                                | 3 gennaio 1977                             | 3 gennaio 1993                             | 7                                          | Rieletto nel 1988                                         |                                                  |
| 24                                             | 102                                        | Nick Rahall                                | Democratico                                | 3 gennaio 1977                             | 3 gennaio 1993                             | 8                                          | Rieletto nel 1990 Candidatosi nel 3º distretto            |                                                  |
| Il Distretto venne eliminato il 3 gennaio 1993 |                                            |                                            |                                            |                                            |                                            |                                            |                                                           |                                                  |

### 5º Distretto
| N.                                             | Foto    | Rappresentante                | Partito                   | Carica         | Carica         | Congresso                    | Mandato                                                             | Storia elettorale                          |
| N.                                             | Foto    | Rappresentante                | Partito                   | Inizio         | Termine        | Congresso                    | Mandato                                                             | Storia elettorale                          |
| ---------------------------------------------- | ------- | ----------------------------- | ------------------------- | -------------- | -------------- | ---------------------------- | ------------------------------------------------------------------- | ------------------------------------------ |
| Il Distretto venne creato dal 4 marzo 1903     |         |                               |                           |                |                |                              |                                                                     |                                            |
| 1                                              |         | James A. Hughes (1861-1930)   | Repubblicano              | 4 marzo 1903   | 3 marzo 1915   | 58                           | 1                                                                   | Eletto nel 1902                            |
| 1                                              | 59      | James A. Hughes (1861-1930)   | Repubblicano              | 4 marzo 1903   | 3 marzo 1915   | 2                            | Rieletto nel 1904                                                   |                                            |
| 1                                              | 60      | James A. Hughes (1861-1930)   | Repubblicano              | 4 marzo 1903   | 3 marzo 1915   | 3                            | Rieletto nel 1906                                                   |                                            |
| 1                                              | 61      | James A. Hughes (1861-1930)   | Repubblicano              | 4 marzo 1903   | 3 marzo 1915   | 4                            | Rieletto nel 1908                                                   |                                            |
| 1                                              | 62      | James A. Hughes (1861-1930)   | Repubblicano              | 4 marzo 1903   | 3 marzo 1915   | 5                            | Rieletto nel 1910                                                   |                                            |
| 1                                              | 63      | James A. Hughes (1861-1930)   | Repubblicano              | 4 marzo 1903   | 3 marzo 1915   | 6                            | Rieletto nel 1912 Ritiratosi                                        |                                            |
| 2                                              |         | Edward Cooper (1873-1928)     | Repubblicano              | 4 marzo 1915   | 3 marzo 1919   | 64                           | 1                                                                   | Eletto nel 1914                            |
| 2                                              | 65      | Edward Cooper (1873-1928)     | Repubblicano              | 4 marzo 1915   | 3 marzo 1919   | 2                            | Rieletto nel 1916 Perse la rinomina                                 |                                            |
| 3                                              |         | Wells Goodykoontz (1872-1944) | Repubblicano              | 4 marzo 1919   | 3 marzo 1923   | 66                           | 1                                                                   | Eletto nel 1918                            |
| 3                                              | 67      | Wells Goodykoontz (1872-1944) | Repubblicano              | 4 marzo 1919   | 3 marzo 1923   | 2                            | Rieletto nel 1920 Perse la rielezione                               |                                            |
| 4                                              |         | Thomas J. Lilly (1878-1956)   | Democratico               | 4 marzo 1923   | 3 marzo 1925   | 68                           | 1                                                                   | Eletto nel 1922 Perse la rielezione        |
| 5                                              |         | James F. Strother (1868-1930) | Repubblicano              | 4 marzo 1925   | 3 marzo 1929   | 69                           | 1                                                                   | Eletto nel 1924                            |
| 5                                              | 70      | James F. Strother (1868-1930) | Repubblicano              | 4 marzo 1925   | 3 marzo 1929   | 2                            | Rieletto nel 1926 Ritiratosi                                        |                                            |
| 6                                              |         | Hugh I. Shott (1866-1953)     | Repubblicano              | 4 marzo 1929   | 3 marzo 1933   | 71                           | 1                                                                   | Eletto nel 1928                            |
| 6                                              | 72      | Hugh I. Shott (1866-1953)     | Repubblicano              | 4 marzo 1929   | 3 marzo 1933   | 2                            | Rieletto nel 1930 Perse la rielezione                               |                                            |
| 7                                              |         | John Kee (1874-1951)          | Democratico               | 4 marzo 1933   | 8 maggio 1951  | 73                           | 1                                                                   | Eletto nel 1932                            |
| 7                                              | 74      | John Kee (1874-1951)          | Democratico               | 4 marzo 1933   | 8 maggio 1951  | 2                            | Rieletto nel 1934                                                   |                                            |
| 7                                              | 75      | John Kee (1874-1951)          | Democratico               | 4 marzo 1933   | 8 maggio 1951  | 3                            | Rieletto nel 1936                                                   |                                            |
| 7                                              | 76      | John Kee (1874-1951)          | Democratico               | 4 marzo 1933   | 8 maggio 1951  | 4                            | Rieletto nel 1938                                                   |                                            |
| 7                                              | 77      | John Kee (1874-1951)          | Democratico               | 4 marzo 1933   | 8 maggio 1951  | 5                            | Rieletto nel 1940                                                   |                                            |
| 7                                              | 78      | John Kee (1874-1951)          | Democratico               | 4 marzo 1933   | 8 maggio 1951  | 6                            | Rieletto nel 1942                                                   |                                            |
| 7                                              | 79      | John Kee (1874-1951)          | Democratico               | 4 marzo 1933   | 8 maggio 1951  | 7                            | Rieletto nel 1944                                                   |                                            |
| 7                                              | 80      | John Kee (1874-1951)          | Democratico               | 4 marzo 1933   | 8 maggio 1951  | 8                            | Rieletto nel 1946                                                   |                                            |
| 7                                              | 81      | John Kee (1874-1951)          | Democratico               | 4 marzo 1933   | 8 maggio 1951  | 9                            | Rieletto nel 1948                                                   |                                            |
| 7                                              | 82      | John Kee (1874-1951)          | Democratico               | 4 marzo 1933   | 8 maggio 1951  | 1⁄2                          | Rieletto nel 1950 Deceduto                                          |                                            |
| Vacante                                        | Vacante | Vacante                       | Vacante                   | 8 maggio 1951  | 17 luglio 1951 | 1⁄2                          |                                                                     |                                            |
| 8                                              | 82      |                               | Elizabeth Kee (1895-1975) | Democratico    | 17 luglio 1951 | 1⁄2                          | 3 gennaio 1965                                                      | Eletta per terminare il mandato del marito |
| 8                                              | 83      | 1                             | Elizabeth Kee (1895-1975) | Democratico    | 17 luglio 1951 | Eletta nel 1952              | 3 gennaio 1965                                                      |                                            |
| 8                                              | 84      | 2                             | Elizabeth Kee (1895-1975) | Democratico    | 17 luglio 1951 | Rieletta nel 1954            | 3 gennaio 1965                                                      |                                            |
| 8                                              | 85      | 3                             | Elizabeth Kee (1895-1975) | Democratico    | 17 luglio 1951 | Rieletta nel 1956            | 3 gennaio 1965                                                      |                                            |
| 8                                              | 86      | 4                             | Elizabeth Kee (1895-1975) | Democratico    | 17 luglio 1951 | Rieletta nel 1958            | 3 gennaio 1965                                                      |                                            |
| 8                                              | 87      | 5                             | Elizabeth Kee (1895-1975) | Democratico    | 17 luglio 1951 | Rieletta nel 1960            | 3 gennaio 1965                                                      |                                            |
| 8                                              | 88      | 6                             | Elizabeth Kee (1895-1975) | Democratico    | 17 luglio 1951 | Rieletta nel 1962 Ritiratasi | 3 gennaio 1965                                                      |                                            |
| 9                                              |         | James Kee (1917-1989)         | Democratico               | 3 gennaio 1965 | 3 gennaio 1973 | 89                           | 1                                                                   | Eletto nel 1964                            |
| 9                                              | 90      | James Kee (1917-1989)         | Democratico               | 3 gennaio 1965 | 3 gennaio 1973 | 2                            | Rieletto nel 1966                                                   |                                            |
| 9                                              | 91      | James Kee (1917-1989)         | Democratico               | 3 gennaio 1965 | 3 gennaio 1973 | 3                            | Rieletto nel 1968                                                   |                                            |
| 9                                              | 92      | James Kee (1917-1989)         | Democratico               | 3 gennaio 1965 | 3 gennaio 1973 | 4                            | Rieletto nel 1970 Perse la rinomina per candidarsi nel 4º distretto |                                            |
| Il Distretto venne eliminato il 3 gennaio 1973 |         |                               |                           |                |                |                              |                                                                     |                                            |

### 6º Distretto
| N.                                             | Foto | Rappresentante                 | Partito      | Carica         | Carica         | Congresso | Mandato                                                   | Storia elettorale                   |
| N.                                             | Foto | Rappresentante                 | Partito      | Inizio         | Termine        | Congresso | Mandato                                                   | Storia elettorale                   |
| ---------------------------------------------- | ---- | ------------------------------ | ------------ | -------------- | -------------- | --------- | --------------------------------------------------------- | ----------------------------------- |
| Il Distretto venne creato dal 4 marzo 1917     |      |                                |              |                |                |           |                                                           |                                     |
| 1                                              |      | Adam B. Littlepage (1859-1921) | Democratico  | 4 marzo 1917   | 3 marzo 1919   | 65        | 1                                                         | Eletto nel 1916 Perse la rielezione |
| 2                                              |      | Leonard S. Echols (1871-1946)  | Repubblicano | 4 marzo 1919   | 3 marzo 1923   | 66        | 1                                                         | Eletto nel 1918                     |
| 2                                              | 67   | Leonard S. Echols (1871-1946)  | Repubblicano | 4 marzo 1919   | 3 marzo 1923   | 2         | Rieletto nel 1920 Perse la rielezione                     |                                     |
| 3                                              |      | J. Alfred Taylor (1878-1956)   | Democratico  | 4 marzo 1923   | 3 marzo 1927   | 68        | 1                                                         | Eletto nel 1922                     |
| 3                                              | 69   | J. Alfred Taylor (1878-1956)   | Democratico  | 4 marzo 1923   | 3 marzo 1927   | 2         | Rieletto nel 1924 Perse la rielezione                     |                                     |
| 4                                              |      | Edward T. England (1869-1934)  | Repubblicano | 4 marzo 1927   | 3 marzo 1929   | 70        | 1                                                         | Eletto nel 1926 Perse la rielezione |
| 5                                              |      | Joe L. Smith (1880-1962)       | Democratico  | 4 marzo 1929   | 3 gennaio 1945 | 71        | 1                                                         | Eletto nel 1928                     |
| 5                                              | 72   | Joe L. Smith (1880-1962)       | Democratico  | 4 marzo 1929   | 3 gennaio 1945 | 2         | Rieletto nel 1930                                         |                                     |
| 5                                              | 73   | Joe L. Smith (1880-1962)       | Democratico  | 4 marzo 1929   | 3 gennaio 1945 | 3         | Rieletto nel 1932                                         |                                     |
| 5                                              | 74   | Joe L. Smith (1880-1962)       | Democratico  | 4 marzo 1929   | 3 gennaio 1945 | 4         | Rieletto nel 1934                                         |                                     |
| 5                                              | 75   | Joe L. Smith (1880-1962)       | Democratico  | 4 marzo 1929   | 3 gennaio 1945 | 5         | Rieletto nel 1936                                         |                                     |
| 5                                              | 76   | Joe L. Smith (1880-1962)       | Democratico  | 4 marzo 1929   | 3 gennaio 1945 | 6         | Eletto nel 1938                                           |                                     |
| 5                                              | 77   | Joe L. Smith (1880-1962)       | Democratico  | 4 marzo 1929   | 3 gennaio 1945 | 7         | Rieletto nel 1940                                         |                                     |
| 5                                              | 78   | Joe L. Smith (1880-1962)       | Democratico  | 4 marzo 1929   | 3 gennaio 1945 | 8         | Rieletto nel 1942 Ritiratosi                              |                                     |
| 6                                              |      | E. H. Hedrick (1894-1954)      | Democratico  | 3 gennaio 1945 | 3 gennaio 1953 | 79        | 1                                                         | Eletto nel 1944                     |
| 6                                              | 80   | E. H. Hedrick (1894-1954)      | Democratico  | 3 gennaio 1945 | 3 gennaio 1953 | 2         | Rieletto nel 1946                                         |                                     |
| 6                                              | 81   | E. H. Hedrick (1894-1954)      | Democratico  | 3 gennaio 1945 | 3 gennaio 1953 | 3         | Rieletto nel 1948                                         |                                     |
| 6                                              | 82   | E. H. Hedrick (1894-1954)      | Democratico  | 3 gennaio 1945 | 3 gennaio 1953 | 4         | Rieletto nel 1950 Ritiratosi per correre come Governatore |                                     |
| 7                                              |      | Robert Byrd (1917-2010)        | Democratico  | 3 gennaio 1953 | 3 gennaio 1959 | 83        | 1                                                         | Eletto nel 1952                     |
| 7                                              | 84   | Robert Byrd (1917-2010)        | Democratico  | 3 gennaio 1953 | 3 gennaio 1959 | 2         | Rieletto nel 1954                                         |                                     |
| 7                                              | 85   | Robert Byrd (1917-2010)        | Democratico  | 3 gennaio 1953 | 3 gennaio 1959 | 3         | Rieletto nel 1956 Ritiratosi per correre al Senato        |                                     |
| 8                                              |      | John M. Slack, Jr. (1915-1980) | Democratico  | 3 gennaio 1959 | 3 gennaio 1963 | 86        | 1                                                         | Eletto nel 1958                     |
| 8                                              | 87   | John M. Slack, Jr. (1915-1980) | Democratico  | 3 gennaio 1959 | 3 gennaio 1963 | 2         | Rieletto nel 1960 Candidatosi nel 3º distretto            |                                     |
| Il Distretto venne eliminato il 3 gennaio 1963 |      |                                |              |                |                |           |                                                           |                                     |